# Republikeinse Unie
De Republikeinse Unie (Spaans: Unión Republicana) was een Spaanse politieke partij in de jaren 30 van de twintigste eeuw.
De partij ontstond in 1934 toen Diego Martínez Barrio zich afscheidde van de Partido Republicano Radical (PRR) van Alejandro Lerroux. De UR was een echte middenpartij die bereid was om samen te werken met de linkse republikeinen van Manuel Azaña en de sociaaldemocraten van Francisco Largo Caballero. 
Voor de verkiezingen van februari 1936 sloot de UR zich aan bij het Volksfront van linkse politieke partijen onder leiding van Manuel Azaña. Bij de verkiezingen veroverde het Volksfront 263 van de 473 zetels in de Cortes (parlement), waarvan er 37 werden bezet door leden van de UR. Diego Martínez Barrio werd voorzitter van de Cortes en de UR leverde ministers in de regering. 
Tot het einde van de Spaanse Burgeroorlog was de UR in de republikeinse regering vertegenwoordigd.
In 1939 werd de UR door de regering van generaal Franco verboden.

## UR-ministers
- Diego Martínez Barrio
- Augusto Barcia Trelles
- Antonio de Lara y Zárate
- Manuel Blasco Garzón
- Bernardo Giner de los Ríos García